# دوجون ستيرلينغ
دوجون ستيرلينغ (بالإنجليزية: Dujon Sterling)‏ (24 نوفمبر 1999 بلندن في المملكة المتحدة - ) هو لاعب كرة قدم بريطاني في مركز الدفاع.

## وصلات خارجية
- دوجون ستيرلينغ على موقع الاتحاد الأوربي (الإنجليزية)
- دوجون ستيرلينغ على موقع قاعدة بيانات كرة القدم.إي يو (الإنجليزية)
- دوجون ستيرلينغ على موقع Soccerbase.com (لاعب) (الإنجليزية)
- دوجون ستيرلينغ على موقع Soccerway.com (الإنجليزية)